# Ataques a Belgorod e Bryansk
Os ataques a Bryansk e Belgorod ocorridos em 14 de abril de 2022, foram um série de explosões relatadas nos oblasts de Bryansk e Belgorod, localizados na Rússia. Foi alegaram que a destruição fora causada por ataques aéreos ucranianos, que negou a responsabilidade, afirmando que os mesmos fazem parte da propaganda russa.

## Precedentes
Em 29 de março, vários tanques de combustível em Belgorod foram destruídos por um incêndio, que foi atribuído a um ataque de helicóptero ucraniano.
Várias regiões russas foram colocadas no nível 2 (amarelo), o mais alto de alerta "terror". Em 12 de abril, uma ponte ferroviária em Shebekino, oblast de Belgorod, foi danificada.

## Ataques alegados
Em 14 de abril de 2022, autoridades regionais e municipais alegaram que a Ucrânia havia bombardeado a vila de Spodaryushino (perto de Mokraya Orlovka) em Belgorod Oblast, causando várias explosões. Embora não tenham ocorrido feridos, a população da aldeia foi "temporariamente evacuada" devido a preocupações com uma possível escalada. Um assentamento vizinho também teve sua população realocada. O governador de Belgorod Oblast, Vyacheslav Gladkov, disse que o ataque "veio do lado ucraniano".
No mesmo dia, o Comitê de Investigação da Rússia disse que helicópteros de ataque ucranianos lançaram seis ataques com mísseis em áreas residenciais na cidade de Klimovo, em Bryansk Oblast, danificando seis prédios. Funcionários do Ministério da Saúde russo disseram que sete pessoas ficaram feridas, duas das quais ficaram gravemente feridas. De acordo com o pessoal do hospital da cidade, entre os feridos estavam uma mulher grávida e uma criança de dois anos. Alexander Bogomaz, governador do oblast de Bryansk, afirmou que "cerca de" 100 residências foram danificadas por supostos bombardeios ucranianos em Klimovo. De acordo com a Radio Free Europe/Radio Liberty, um vídeo não verificado de uma casa em chamas em Bryansk se tornou viral na internet. No dia seguinte, os serviços de segurança russos alegaram ter derrubado um helicóptero Mil Mi-8 durante o incidente.
O Serviço Federal de Segurança da Rússia disse à TASS que um grupo de cerca de 30 refugiados ucranianos foi atacado com fogo de morteiro enquanto tentavam cruzar um posto de fronteira . Vários veículos foram supostamente danificados, embora nenhum ferimento tenha sido documentado.

## Consequências

### Resposta russa
Escolas em Bryansk Oblast foram fechadas após o ataque e quatro regiões da Rússia aumentaram suas medidas de segurança. Em 15 de abril, a Rússia lançou grandes ataques com mísseis na capital ucraniana de Kiev em retaliação aos ataques. Os ataques russos foram os maiores do tipo desde que a Rússia cancelou sua ofensiva em Kiev.

### Resposta ucraniana
A Ucrânia negou que fosse responsável pelos ataques, afirmando em vez disso que os serviços de inteligência russos estavam tentando "realizar atos terroristas para estimular a histeria anti-ucraniana" no país. De acordo com as agências de notícias ucranianas Interfax-Ukraine e Euromaidan Press, após o ataque, os Serviços de Segurança da Ucrânia divulgaram conversas interceptadas entre soldados russos nas quais afirmam que a Rússia disparou deliberadamente contra as aldeias para culpar a Ucrânia. Um dos soldados russos disse à esposa que o ataque foi "nosso" e que foi feito para "fingir que os ucranianos provocam (a Rússia)". A conversa também faz referência aos atentados russos em apartamentos em 1999, que serviram de pretexto para o lançamento da Segunda Guerra Chechena e que alguns historiadores e jornalistas acreditam ter sido uma operação de bandeira falsa dos serviços de segurança russos para ajudar Putin a assumir a presidência. Em resposta ao ataque ao posto de fronteira, Anton Herashchenko disse que um objeto em uma instalação militar "caiu e pegou fogo" perto da fronteira com Bryansk. Embora não "negasse explicitamente que a Ucrânia fosse responsável", Herashchenko criticou a Rússia por imediatamente culpar a Ucrânia.